# 대마초등학교
대마초등학교는 대한민국 전라남도 영광군 대마면 월산리에 있는 초등학교이다. 학교 부지 일부가 전북특별자치도 고창군 대산면에 있으며, 영광군뿐 아니라 고창군 대산면 지석리 일부도 이 학교의 통학구로 지정되어 있다.

## 학교 연혁
- 1922년 6월 1일 대마공립보통학교(4년제) 개교(설립인가 5월 26일)
- 1927년 4월 1일 6년제 개편
- 1938년 4월 1일 대마공립심상소학교로 개칭
- 1941년 4월 1일 대마공립국민학교로 개칭
- 1981년 3월 10일 병설유치원 개원
- 1996년 3월 1일 대마초등학교로 교명 개칭
- 1996년 9월 1일 대마동초등학교 통합
- 2009년 3월 1일 대마서초등학교 통합
- 2018년 2월 13일 제90회 졸업 (총 5,306명) 병설유치원 제37회 (총 515명)
- 2018년 3월 1일 제31대 신동환 교장 부임